# بوریس ریزنر
بوریس ریزنِر (چکی: Boris Rösner; ۲۵ ژانویهٔ ۱۹۵۱ – ۳۱ مهٔ ۲۰۰۶) بازیگر اهل کشور جمهوری چک بود.